# Лагуз
| Название                  | Пра- германское     | Древне- английское | Древне- скандинавское |
| ------------------------- | ------------------- | ------------------ | --------------------- |
| Название                  | *Laguz/*Laukaz      | Lagu               | Lögr                  |
| Название                  | «озеро»/«лук-порей» | «океан, море»      | «вода, водопад»       |
| Форма                     | Старший футарк      | Футорк             | Младший футарк        |
| Форма                     |                     |                    |                       |
| Unicode                   | ᛚ U+16DA            | ᛚ U+16DA           | ᛚ U+16DA              |
| Транслитерация            | l                   | l                  | l                     |
| Транскрипция              | l                   | l                  | l                     |
| МФА                       | [l]                 | [l]                | [l]                   |
| Позиция в руническом ряду | 21                  | 21                 | 15                    |

Ла́гуз (ᛚ, Laguz, Lagu) — двадцать первая руна старшего футарка.
На письме означает звук [l].
Слово *laguz на прагерманском и производные от него в других древних германских языках означают «влага», «вода», «озеро, море», «поток» (гот. Lagus - вода).
В младшем футарке называется Lögr, что на древнескандинавском означает «вода», «влага». В средневековом футарке от неё происходит руна ᛛ.
В англосаксонском футарке называется Lagu (др.-англ. «озеро»).
В эзотерике эту руну связывают с интуицией, с потоком, который ведет. Основные качества: мягкая, тайная, подстраивающаяся. С руной Лагуз ассоциирована ива. Также её растения - лук, чеснок (от пра.-герм. Laukaz - дикий лук, лук-порей).

## Упоминания в рунических поэмах[1]
| Поэма                            | Оригинал | Перевод |
| Исландская руническая поэма      | Lögr er vellanda vatn ok víðr ketill ok glömmunga grund.                                                                                       | Влага — воды бурлящие, и широкий котёл, и рыбы равнина.                                                                                                  |
| Норвежская руническая поэма      | (Lögr) er, er fællr ór fjalle foss; en gull ero nosser.                                                                                        | Влага — то, что падает из горного водопада; как золото есть сокровище.                                                                                   |
| Англосаксонская руническая поэма | Lagu biþ léodum · langsum geþúht, gif híe sculon néþan · on nacan tealtum ond híe sæyþa · swíþe brégaþ ond sé brimhengest · brídels ne giemeþ. | Море — людям бесконечным мыслится если они должны пуститься на ладье неустойчивой и волны морские их сильно страшат и морской жеребец узде неподвластен. |